# ドブクリョウ
ドブクリョウ（土茯苓）とはサルトリイバラ科の植物の一種。学名Smilax glabra （Smilax glabraの和名をサンキライとしドブクリョウを別名とすることもある）。
中国南部、台湾に自生する多年生草本。つる性で雌雄異株、7 - 8月頃に白い小花を咲かせる。

## 生薬
塊茎は山帰来（サンキライ）という生薬で日本薬局方に収録されている。吹出物、肌あれなどに効果がある（但し、同属植物のサルトリイバラ(S. china）を山帰来とすることもある）。
古くは梅毒の治療薬（梅毒の治療に水銀が用いられていたが、水銀中毒を防ぐために合わせて服用された）として知られ、梅毒が大きな問題となっていた江戸時代の日本では、国産が不可能なこともあり毎年のように大量に輸入され、安永6年（1777年）には56万斤もの輸入があった。
身近なところでは便秘薬で有名な毒掃丸シリーズ（ドクソウガンE、複方毒掃丸、新ドクソウガンG）に便秘に伴う吹出物、肌あれなどの改善目的で配合されている。

## その他の利用
地方によっては山帰来饅頭と称する蒸し饅頭があり、柏餅の様に、ドブクリョウの葉（多くは近縁のサルトリイバラの葉）で覆われている。通常は2枚の葉を使う。
兵庫県赤穂市の岩佐屋和菓子舗では夏期限定で販売されている。